# الجيش الجمهوري الأيرلندي المؤقت
الجيش الجمهوري الأيرلندي، (بالإنجليزية: Irish Republican Army)‏ هو منظمة شبه عسكرية وجيش مؤقت سعى لتحرير إيرلندا الشمالية من الحكم البريطاني وإعادة توحيدها مع الجمهورية الأيرلندية.

## بدايته
أسس الجيش الأيرلندي في عام 1919 ويعد وريثاً للمتطوعين الإيرلنديين (وهي منظمة قومية فدائية تأسست عام 1913)، وكان يهدف إلى أن يجعل الحكم البريطاني لأيرلندا الشمالية غير مؤثر باستعمال المقاومة المسلحة حتى الاستقلال عن بريطانيا وإعلان آيرلندا الشمالية جمهورية مستقلة، هذا الهدف الذي تابعه على المستوى السياسي الحزب القومي الإيرلندي (الشن فين) لكن في واقع الحال اشتغل الجيش الجمهوري الإيرلندي بشكل مستقل عن السيطرة السياسية وفي بعض الفترات أخذ المكان المتنفذ في حركة الاستقلال.

## انقسامه
خلال الحرب الإيرلندية للاستقلال من بريطانيا (1919-1921) وتحت قيادة مايكل كولينز استعمل الجيش الإيرلندي التكتيكات الفدائية مثل الكمائن والهجمات والتخريب لاجبار الحكومة البريطانية على التفاوض، وكانت نتائج التسوية تأسيس كيانين سياسين جديدين: الدولة الأيرلندية وتشمل 26 مقاطعة ومنحت السيادة لكن ضمن الإمبراطورية البريطانية بحيث يقسم أعضاء الحكومة قسم الولاء للعرش البريطاني والثاني أيرلندا الشمالية وتضم 6 مقاطعات والتي تسمى أحياناً (محافظة آلستر Ulster) وبقيت جزءاً من المملكة المتحدة، لكن هذا التقسيم لم يلقَ القبول لدى عدد كبير من أعضاء الجيش الإيرلندي وانقسم الجيش إلى قسمين الأول بقادة كولينز وهو المؤيد للمعاهدة مع البريطانيين والثاني غير المؤيد للمعاهدة تحت قيادة إيمون دي فاليرا رئيس الشين فين، أصبحت مجموعة كولينز أساس الجيش الرسمي للدولة المستقلة والقسم الثاني الذين عرفوا باللانظاميين أصبحوا معارضة مسلحة ضد الحكومة المستقلة الجديدة.

## الحرب الأهلية
تبع ذلك حرب أهلية إيرلندية (1922-1923) والتي انتهت تقريبا بهزيمة المعاديين للمعاهدة مع البريطانيين وانتهت الحرب بمعاهدة مع اللانظاميين لكنهم لم يسلموا أسلحتهم ولم يحلّوا تجمعهم حسب الاتفاق ولكن جزءا منهم تبع فاليرا عندما أسس فيانا ف Fianna F، واتبع الأساليب السياسية البرلمانية للوصول للدولة المستقلة ووصل إلى الرئاسة 1932 .
بقي آخرين من الجيش الإيرلندي على مبدأ إنشاء الجمهورية الأيرلندية الموحدة والمستقلة ولو احتاج الأمر للقوة والعنف وبقي الحشد وتنظيم الأفراد مستمرا إلى جانب أعمال عنف متقطة أعلن عنها الجيش الجمهوري عام 1931 ومرة ثانية في 1936 وبعد سلسلة تفجيرات في بريطانيا اتخذ البرلمان الأيرلندي إجراءات صارمة ضد الجيش الجمهوري منها الحجز دون محاكمة، وطيلة الحرب العالمية الثانية استمرت عمليات الجيش وأحرجت الحكومة الأيرلندية مع بريطانيا ولكنها بقيت محايدة إلى النقطة التي سعى الجيش إلى تلقي مساعدة من أدولف هتلر ضد البريطانيين عندها أعدمت الحكومة الأيرلندية 5 أفراد من الجيش وسجنت العديدين واستمر فاليرا في الضغط على الجيش الجمهوري الإيرلندي للتخلي عن العنف والسلاح وفي ذات الوقت المطالبة بالدولة المستقلة بالكامل وحصل عليها عام 1949.

## مواجهات الكاثوليك والبروتستانت
ضعف الجيش الأيرلندي كثيرا خلال الخمسينات وفي عام 1962 أعلن شجبه للعنف، لكن في نهاية الستينيات اندلعت أحداث عنف في إيرلندا الشمالية التي كانت ما زالت تابعة للحكم البريطاني وكانت الأحداث نتيجة مطالبة طائفة الرومان الكاثوليك وهم الأقلية بحقوقهم المدنية وبالانفصال عن بريطانيا والوحدة مع جمهورية أيرلندا وبالمقابل هاجمهم الأيرلنديين البروتستانت المواليين لبريطانيا وقوات الشرطة التابعة لأيرلندا الشمالية وانقسم الجيش الجمهوري الأيرلندي في دبلن (عاصمة جمهورية أيرلندا المستقلة) حول التدخل في الأحداث خوفا من حمام الدم لكن الرأي المؤيد للتدخل وخصوصا بتأثير قسم الجيش الموجود في أيرلندا الشمالية شق طريقه للأمام وانقسم الجيش إلى الرسميين في دبلن وإلى جيش الجمهوري في المقاطعة الذي بدأ حملة عسكرية اضطرت بريطانيا إلى التدخل بقواتها وفصل المناطق البروتستانتية عن الكاثوليكية مما أدى إلى شن حرب شاملة من قبل الجيش الجمهوري ضد الجيش البريطاني وحدثت مواجهات عنيفة جدا مثل «أحد الدم» حيث قتل الجنود البريطانيين 13 شخص كانوا في مظاهرة جمعة الدم حيث وضع الجيش الجمهوري 22 قنبلة في بلفاست أدت إلى قتل 9 مدنيين هذه المواجهات أدت إلى تدمير بلفاست وجزء كبير من المدن الأخرى هجمات في منتصف السبعينات وخصوصا تفجير الأهداف التجارية والمطاعم والفنادق في لندن ومع بداية الثمانينات وبعد إضراب المعتقلين من الجيش الجمهوري في السجون البريطانية عن الطعام «إضراب الجوع» وموت عددد منهم قوي الجناح السياسي للجيش الجمهوري الشين فين بشكل كبير وأصبح أكثر حيوية بقيادة جيري آدمز الذي أثار أولاً الحوار الداخلي خصوصا حول سقوط المدنيين في العمليات وحول كفاية القوة العسكرية فقط لتوحيد أيرلندا! .

## إتفاقية بلفاست
في عام 1993 بعد اجتماع رئيس الوزراء البريطاني والأيرلندي أعلن أنه لن يشارك في مباحثات مستقبل أيرلندا الشمالية إلا الأحزاب التي تنبذ العنف والملتزمة بالمسار الديمقراطي، وبعد ثمانية شهور أعلن الجيش الجمهوري وقف إطلاق النار ولكن نتيجة التقدم السياسي البطيء أسقطت الهدنة عام 1996 ولكن آدمز بقي متمسكا بنهجه السلمي وبعد أن أصبح عضوا بالبرلمان البريطاني عام 1997 ضغط باتجاه إعادة الشين فين للمفاوضات ونجح بعد أن أعلن الجيش الجمهوري وقف إطلاق النار يناير 1997 وفي كانون الثاني 1997 التقى جيري آدمز مع توني بلير رئيس الوزراء البريطاني في أول لقاء بين رئيس وزراء بريطاني وقيادي من الجيش الجمهوري منذ لقاء 1921 بين كولينز ورئيس الوزراء البريطاني دافيد لويد جورج.
نتج عن اللقاء اتفاقية بلفاست وأهم بنودها مجلس حكم مستقل ومنتخب في أيرلندا الشمالية إضافة إلى تقاسم السلطة واستفتاء على توحيد أيرلندا وأجري في مايو 1999 وكانت النسبة 71% نعم في إيرلندا الشمالية و 94% نعم في أيرلندا المستقلة. واجه المجلس المنتخب مشاكل أهمها نزع أسلحة الجيش الجمهوري الأيرلندي وتوقيف المجلس لأكثر من مرة من قبل بريطانيا خوفا من انشقاقه ولكن يبقى التحدي أمام اتفاقية 1998 لإنهاء سنوات من البؤس والدمار.